# Nicola Sornaga
Nicola Sornaga est un cinéaste italo-français né en 1972 aux Lilas.

## Biographie
Nicola Sornaga passe son enfance à Rome puis à Paris. 
À l'âge de 4 ans il fait la rencontre du poète Matthieu Messagier qu'il retrouve vingt ans plus tard. Il fonde à 17 ans une revue de poésie et écrit à 18 ans plusieurs poèmes en prose : Le Cinéma végétarien, Prisonnier des semblables, L'Oural au coin du départ. 
Il est pensionnaire de la Villa Médicis en 2005-2006.
En 2004, à la sortie du film  Le Dernier des immobiles, , long métrage salué par Nanni Moretti, Philippe Garrel et André S. Labarthe : ce dernier est allé jusqu'à le comparer au film surréaliste L'Âge d'or de Luis Buñuel.

## Filmographie

### Longs métrages
- 2004 : Le Dernier des immobiles
  - Sélectionné à la 60e Mostra du film de Venise 2003
  - Prix Léo Scheer au festival du film de Belfort
- Prix spécial du Jury festival de Valence 2004
- 2008 : Monsieur Morimoto 
  - Sélectionné à la 40e Quinzaine des réalisateurs du festival de Cannes 2008
  - Prix d'interprétation masculine au festival international de Bucarest BEST-IFF 2009
  - Prix film en cours au Festival du film de Belfort 2012.

### Courts et moyens métrages
- 2017 : Le Tour du Pâté de maison, court-métrage
- 2015 : L'Abécédaire de Jone, moyen-métrage
- 2009 :  Les Dévolues, moyen-métrage.
- 1998 : Un accent parfait, court-métrage. Prix du public festival de Belfort, Grand Prix du Festival de Trieste 1999, prix décerné par Nanni Moretti au Sacher Festival   1998.
- 1997 : Quando piove e c'è sole, court-métrage. Sélectionné au Sacher Festival et au Festival du film de Turin 1997.
- 1997 : Corvol, documentaire moyen-métrage.
- 1997 : Matthieu Messagier au pays de Trêlles, documentaire.
- 1996 : La Colline des sœurs Moreaux, court-métrage.
- 1995 : La Petite C..., documentaire, film collectif.
- 1995 : Jéricho déchaîné, court-métrage.
- 1993 : Le Juste Prix, court-métrage.